# Deverra
Deverra (dal latino "deverro" "spazzare via"), nella mitologia romana, era una delle tre divinità che insieme a Pilumnus e Intercidona proteggevano le ostetriche e le donne in travaglio. Viene simbolizzata da una scopa che spazza via il male, tramite le scope purificava i templi per le celebrazioni o sacrifici.

## Ricostruzione del mito
Tramite una citazione varoniana riportata da sant'Agostino, si sa che gli antichi credevano che "il dio Silvano entrasse la notte nelle case e si posasse sul corpo di chi dormiva e l'opprimesse col suo peso". Così, per proteggere dal dio Silvano le donne incinte, si invocava la protezione di tre divinità: Intercidona, Pilunno e Deverra.

## Rituale
Il rituale prevedeva che tre uomini girassero attorno alla porta della casa nella notte, battessero la soglia con una scure (strumento collegato a Intercidonia) e poi con un pestello (strumento collegato a Pilunno), e infine la spazzassero con una scopa (strumento collegato a Deverra), così da assicurare la protezione della casa e impedire l'accesso a Silvano.
Le scope ritualmente utilizzate non dovevano avere usi profani.
Il rituale della pulizia della soglia della casa, o della stanza, in cui era stato partorito un bimbo veniva eseguito anche nei casi in cui all'interno vi fosse una persona ammalata o vi fosse morto un individuo.